# Ashikaga Yoshimochi
Ashikaga Yoshimochi est un nom japonais traditionnel ; le nom de famille (ou le nom d'école), Ashikaga, précède donc le prénom (ou le nom d'artiste).
Ashikaga Yoshimochi (足利 義持, 12 mars 1386 – 3 février 1428) est le quatrième des shoguns Ashikaga. Il succède à son père Yoshimitsu en 1394 et règne jusqu'en 1423 durant la période Muromachi de l'histoire du Japon.

## Biographie
Après le retrait de son père Ashikaga Yoshimitsu en 1394, Ashikaga Yoshimochi lui succède au titre de Seii Taishogun. Comme il n'est alors qu'un jeune enfant, Ashikaga Yoshimitsu maintient son autorité sur le shogunat. Après sa mort en 1408, Ashikaga Yoshimochi tient seul le pouvoir shogunal.
En 1423, Yoshimochi se retire et son fils Yoshikazu lui succède en tant que 5e shogun Ashikaga.